# Sarcophaga kayaensis
Sarcophaga kayaensis är en tvåvingeart som beskrevs av Park 1962. Sarcophaga kayaensis ingår i släktet Sarcophaga och familjen köttflugor.
Artens utbredningsområde är Sydkorea. Inga underarter finns listade i Catalogue of Life.